# Przemysław Łuszczewski
Przemysław Łuszczewski (ur. 19 marca 1980) – polski koszykarz grający na pozycji niskiego skrzydłowego, po zakończeniu kariery zawodniczej trener koszykarski, obecnie pierwszoligowej drużyny KSK Noteć Inowrocław. 
Pełnił funkcję grającego trenera II-ligowego AZS UMCS Lublin. W swojej karierze koszykarskiej wystąpił dotychczas w sumie w 134 meczach Polskiej Ligi Koszykówki.

## Osiągnięcia
Na podstawie, o ile nie zaznaczono inaczej.

### Zawodnicze
Drużynowe
- Awans do:
  - I ligi (2002, 2006)
  - II ligi (2014)
- Brązowy medalista mistrzostw Polski juniorów starszych (1997)

Indywidualne
(* – nagrody przyznane przez portal eurobasket.com)
- MVP I ligi (2006)*
- Najlepszy skrzydłowy I ligi (2006)*
- Zaliczony do:
  - I składu I ligi (2006)[6]
  - składu honorable mention I ligi (2012)*

### Trenerskie
(* – jako asystent)
- Wicemistrzostwo Polski (2020)*
- Finał Pucharu Polski (2022)*[7]
- Trener roku grupy B II ligi mężczyzn (2016, 2018, 2020, 2021)[8][9][10][11]
- Awans do:
  - I ligi (2021)